# Arthur Lee (musicista)
Arthur Lee, pseudonimo di Arthur Taylor Porter (Memphis, 7 marzo 1945 – Memphis, 3 agosto 2006), è stato un cantante e chitarrista statunitense frontman del gruppo di rock psichedelico californiano Love, che ebbe il suo apice creativo negli anni '66-'70.

## Biografia
Arthur Lee ha prodotto LP quali Forever Changes e Da Capo, riconosciuti da molti musicisti negli anni a venire come pietre miliari del rock-folk psichedelico.
Jimi Hendrix stesso fu amico di Arthur Lee e secondo molti venne influenzato dal suo stile.
La tossicodipendenza di Lee ha frenato la possibilità per il gruppo di essere maggiormente noto al di fuori della scena losangelina, in quanto egli non voleva tenere concerti fuori dalla sua città per paura di trovarsi in astinenza.
Arthur Lee è morto il 3 agosto 2006 per una forma acuta di leucemia.